# Ghasem Rezaei
Ghasem Rezaei est un lutteur iranien né le 18 août 1985 à Amol.

## Carrière

### Jeux olympiques
- Médaille d'or en lutte gréco-romaine dans la catégorie des moins de 96 kg en 2012

### Championnats du monde
- Médaille d'argent en lutte gréco-romaine dans la catégorie des moins de 98 kg en 2015
- Médaille de bronze en lutte gréco-romaine dans la catégorie des moins de 98 kg en 2014
- Médaille de bronze en lutte gréco-romaine dans la catégorie des moins de 96 kg en 2007

### Championnats d'Asie
- Médaille d'or en lutte gréco-romaine dans la catégorie des moins de 96 kg en 2008
- Médaille d'or en lutte gréco-romaine dans la catégorie des moins de 96 kg en 2007
- Médaille de bronze en lutte gréco-romaine dans la catégorie des moins de 84 kg en 2006